# 張如君
張如君，臺灣演員，現任全球城市形象大使暨全球小姐(先生)選拔大賽創始人，財團法人泛美國際文教基金會新一屆董事長，中華全球城市選拔協會理事長、中國台灣地區美學發展協進會榮譽理事長，全球城市小姐世界大賽創辦人，You Can地球關懷行動聯盟主席。
曾主演台湾「中華電視公司」重播次数最多連續劇《妈祖》《觀世音》女主角，共長達400集，電影《烏龍小子流浪記》《爺爺的家》，於天津南開大學進修取得經濟博士學位，並發表研究有關「選美」為主題之論文「基于市場化運作的非營利組織三方合作機構研究—選美機構和政府、企業的合作」，現任上海師範大學商學院教授。

## 現任職務
- 全球城市形象大使暨全球城市小姐(先生) 創始人
- 中華全球城市選拔協會理事長
- 上海師範大學商學院教授
- 財團法人泛美國際文教基金會新一屆董事長
- 中華全球城市選拔協會理事長

## 出版作品

### 著作
- 2001年《神明眷愛的女兒-觀音心、媽祖》，作者： 張如君，出版社： 星定，出版日：2001年8月6日，ISBN 9789572017104。
- 2004年《選美尤物-非你莫屬》，作者： 美學發展協，出版社： 鼎樂，出版日：2004年5月11日，ISBN 9789572961018。
- 2007年《美權至上》，作者：中華全球城，出版社：科寶，出版日：2007年4月30日，ISBN 9789866953224。
- 2016年《女王的盛宴》總編輯

## 主要經歷
- 2009年 ， 中國天津南開大學碩士畢業，全球首張以『選美機構的品牌管理模式研究』之論文。
- 2010年 ， 主辦「2010第五屆台灣區全球城市小姐、城市媽媽選拔大賽」,擔任大會主席。
- 2011年 ， 主辦「2011第六屆台灣區全球城市小姐選拔大賽」,擔任大會主席。
- 2012年 ， 主辦「2012第七屆台灣區全球城市小姐選拔大賽」，擔任大會主席。
- 2013年 ， 第八屆全球城市小姐總決賽在台灣台北。
- 2014年 ， 第九屆全球城市形像大使暨全球城市小姐選拔大賽北京賽區總決賽。
- 2014年 ， 第九屆全球城市形像大使暨全球城市小姐兩岸總決賽在首都北京。
- 2015年 ， “美麗夢想，魅力城市”2015第十屆全球城市形象大使暨全球城市小姐選拔賽在成都正式啟動，賽事是首次落地成都，選拔形象大使為環保護航。  來自台灣的全球城市小姐選拔大會創辦人張如君博士稱，透過各項傑出的人、事、地、物的選拔，以提倡正確的價值觀與人生觀。
- 2016年 ， 第十一屆世界杯全球城市形像大使暨全球城市小姐選拔大賽總決賽。
- 2016年 ， 第十一屆全球城市形象大使暨全球城市小姐(先生)選拔大賽大中華賽區總決賽。
- 2016年 ， 世界杯第十一屆全球城市形象大使暨全球城市小姐(先生)選拔大賽北京賽區總決賽。
- 2018年 ， 第十三屆全球城市小姐暨全球城市形象大使選拔大賽世界杯總決賽在山東落地舉辦。
- 2018年 ， 第十三屆全球城市小姐(先生)暨全球形象大使選拔大賽北京賽區。
- 2018年 ，  第十三屆全球城市形象大使暨全球城市小姐（先生）溫州賽區總決賽。
- 2018年 ， 第十三屆全球城市小姐暨全球城市形象大使世界杯總決賽。
- 2018年 ， 第十三屆全球城市形象大使世界杯總決賽。
- 2019年5月10日 ， 由中國國際文化傳播中心主辦的“立德樹人 資助育人”愛心助學捐贈儀式在新疆教育學院舉行，張如君出席活動並進行了愛心捐贈。
- 2020年6月21日 ， 正式就任財團法人泛美國際文教基金會董事長。
- 2020年7月7日 ， 2020全球城市形象大使選拔賽授權單位北京新如君文化有限公司與泰順億聯投資控股有限公司早前簽訂合作協議，創始人張如君博士與包松安總裁分別代表雙方簽約。
- 2020年12月26日 ， 財團法人泛美國際文教基金會第十一屆第一次會議舉行，張如君當選董事長。
- 2021年1月9日 ， 出席“松山之春”關懷長者健康公益活動暨松山社大成果展。
- 2021年10月16日 ， 2021第十六屆全球城市小姐（先生）暨全球城市形象大使選拔大賽台北賽區決賽，張如君出席活動。

## 演出作品

### 電視劇
| 年份 | 頻道    | 劇名                  | 角色 | 備註                                            |
|      |         | 媽祖                  |      | 女主角。播出超過300集，重播率最高，播出頻道最多 |
|      |         | 觀世音                |      | 女主角                                          |
|      |         | 春天父母心            |      |                                                 |
|      |         | 又見阿霞開店          |      |                                                 |
|      |         | 再見童年              |      |                                                 |
|      |         | 台灣丟丟當            |      |                                                 |
|      |         | 陽光大地              |      |                                                 |
|      | 大愛    | 慈濟-金針花           |      |                                                 |
|      |         | 後山妹妹              |      |                                                 |
|      |         | 福德正神              |      |                                                 |
|      |         | 世間子女              |      |                                                 |
|      |         | 國防部莒光劇-取捨之間 |      |                                                 |
|      |         | 圖騰印                |      |                                                 |
|      |         | 歡喜又發財            |      |                                                 |
|      |         | 台灣阿誠              |      |                                                 |
|      | MUCH TV | 台灣生死戀            |      |                                                 |
|      |         | 瘋女十八年            |      |                                                 |
|      |         | 阿桃                  |      |                                                 |
|      |         | 龍遊天下              |      | 大陸播映                                        |

### 電影
- 烏龍小子流浪記
- 爺爺的家